# Nacaduba major
Nacaduba major är en fjärilsart som beskrevs av Evans 1932. Nacaduba major ingår i släktet Nacaduba och familjen juvelvingar. Inga underarter finns listade i Catalogue of Life.